# Helmut Kirchgässner (Sportwissenschaftler)
Helmut Kirchgässner (* 8. Oktober 1938) ist ein deutscher Sportwissenschaftler und Hochschullehrer.

## Leben
Kirchgässner studierte ab 1960 an der Deutschen Hochschule für Körperkultur (DHfK) in Leipzig, ab 1968 war er an der DHfK als Wissenschaftlicher Mitarbeiter beschäftigt, das Thema seiner 1968 abgeschlossenen Doktorarbeit lautete „Die sportartspezifischen psychischen Eigenschaften des Boxers und ihre Entwicklung unter wettkampfnahen Trainingsbedingungen“. 1971 gab er mit Kurt Wagner das Studienbuch „Boxen: Anleitung für die Grundausbildung“ heraus, 1983 erschien sein gemeinsam mit Horst Fiedler veröffentlichtes Werk „Ein Lehrbuch für Trainer, Übungsleiter und Aktive“. 1984 wurde er Hochschullehrer und 1990 ordentlicher Professor für Bewegungs- und Trainingswissenschaft. Kirchgässner war nach Gerhard Lehmann der letzte Rektor der DHfK vor deren Abwicklung nach der Wiedervereinigung.
Im Juni 1990 wurde Kirchgässner zum Gründungsdekan der Sportwissenschaftlichen Fakultät der Universität Leipzig ernannt, arbeitete am Aufbau des Institutes mit, welches 1993 ihren Betrieb aufnahm und übte das Amt des Dekans vorerst bis 1996 und dann erneut von 1999 bis 2002 aus. Von 1993 bis 1997 war er zudem Chefredakteur der Veröffentlichungsreihe „Leipziger Sportwissenschaftlichen Beiträge“. Er war bis zu seinem Ruhestand im Jahr 2003 Leiter des Instituts für Bewegungs- und Trainingswissenschaft der Sportarten an der Sportwissenschaftlichen Fakultät der Universität Leipzig. Im Juli 2003 wurde er im Zuge der Bewerbung Leipzigs um die Olympischen Sommerspiele 2012 Olympiabeauftragter der Universität Leipzig. Zum oft diskutierten Thema einer Verbindung zwischen der DHfK und Doping betonte Kirchgässner 2003, das Herstellen einer solchen Verbindung sei aus seiner Sicht „unrealistisch und falsch“. Das Thema Doping sei an der DHfK „schon aus Geheimhaltungsgründen absolut tabu“ gewesen.
Kirchgässners sportwissenschaftliche Arbeitsschwerpunkte lagen im Bereich Zweikampfsportarten, Wurf- und Stoßdisziplinen der Leichtathletik, besonders dem Speerwurf, Leichtathletiksprint, er beschäftigte sich zudem ausgiebig mit der Geschichte der Sportwissenschaft in Leipzig. Von 1993 bis 1997 leitete er ein Forschungsprojekt zum Thema „Möglichkeiten der Sporttherapie im Wasser mit herz-, kreislaufkranken Kindern“, zu DDR-Zeiten veröffentlichte er 1972 einen Beitrag zum Thema „Untersuchungen politisch-ideologischer und sportartbezogener Einstellung“.